# Solus
Solus (în trecut cunoscut ca Evolve OS) este un sistem de operare dezvoltat independent pentru arhitectura x86-64  bazat pe nucleul Linux  și care oferă o selecție dintre propria dezvoltare spațiul de lucru Budgie, GNOME, MATE sau KDE Plasma ca  spații de lucru. Gestionarul său de pachete, eopkg, e bazat pe sistemul de gestiune de pachete PiSi din Pardus Linux, și are un model semi-eliberare încontinuu, cu actualizări de pachete noi aterizând în repozitorul stabil  fiecare vineri. Dezvoltatorii Solus afirmă că Solus e menit pentru uz exclusiv pe calculatoare personale și nu va include programe care sunt doar utile în medii server sau corporative.

## Istoria
Pe 20 septembrie, 2015, Ikey Doherty a anunțat că "Solus 1.0 va avea un nume de cod Shannon, după râul Shannon în Irlanda", indicând că "alegerea numelui de cod pentru ediții va continua tematica dată, utilizând râuri irlandeze."
În iulie 2016, Solus a anunțat că va renunța la conceptul de ediții punct  fixe și va îmbrățișa un model de eliberare încontinuu.
În ianuarie 2017, Doherty a anunțat că Solus va adopta Flatpak pentru a reasambla aplicații de la părți terțe.

## Lansări și recepție

### Lansări încontinuu
Solus 4.2 a fost scos pe 3 Februarie 3, 2021.
Solus 4.3  a fost scos pe 11 Iulie, 2021.

## Ediții
Solus la moment e disponibil în patru ediții:
- ediția emblematică Budgie ,[10] un "spațiu de lucru bogat în funcționalitate, luxos care utilizează cele mai moderne tehnologii";[2]
- ediția GNOME, care rulează spațiul de lucru GNOME, "o experiență de spațiu de lucru contemporară";[2]
- ediția MATE care folosește spațiul de lucru MATE, un "spațiu de lucru tradițional pentru utilizatori avansați și dispozitive mai vechi";[2]
- ediția KDE Plasma, "o experiență de spațiu de lucru sofisticată pentru exploratori".[11]

### Budgie
Ikey Doherty a afirmat că, referitor la Budgie, el a "vrut ceva ce ar fi o implementare modernă a unui spațiu de lucru tradițional, dar nu prea tradițional", vizând să păstreze o balanță dintre estetică și funcționalitate.

## Funcționalități

### Eliberare încontinuu controlată
Solus livrează actualizări utilizatorilor săi prin intermediul unui model de eliberare încontinuu controlată. Aceasta e o eliberare încontinuu în sens că odată instalată, utilizatorii sunt garantați să primească încontinuu actualizări de securitate și de programe  pentru instalarea lora Solus  fară a avea grijă că sistemul lora de operare va atinge sfârșit de viață. Aceasta din urmă e în mod tipic cazul cu eliberările la dată fixă a distribuțiilor ca Ubuntu sau Debian dar de asemenea și sistemelor de operare ca FreeBSD. Marius Nestor de la Softpedia a susținut că toate sistemele de operare trebuie să utilizeze modelul de eliberare încontinuu pentru a micșora volumul de lucru de dezvoltare și menținere a dezvoltatorilor și să pună la dispoziție ultimele tehnologii disponibile pentru utilizatorii finali de îndată ce acestea sunt gata pentru utilizare.

### Programe dezvoltate de Solus
- ferryd: gestionar de repozitoare binare pentru Solus.
- Software Center: Centrul de Software e o aplicație grafică pentru a instala programe în Solus.[14]